# Exploding offer
Exploding offer (engelska för exploderande jobberbjudande) är sedan mitten av decenniet 2000 en växande trend inom rekrytering hos investmentbanker och konsultföretag. Den arbetssökande får då efter avklarade intervjuer ett jobberbjudande som måste godtas inom ett kort tidsintervall, exempelvis en vecka, och som annars dras tillbaka.